# 小湛山北堡垒
小湛山北堡垒，德军称为第二步兵堡垒（Infanteriewerk 2），俗称“二号炮台”，中文、日文资料称为“小湛山北堡垒”，是青岛德占时期驻青德军的一座陆防步兵堡垒，现地址位于中国山东省青岛市市南区镇江路48号，现为山东省文物保护单位“湛山炮台旧址”的一部分。

## 历史
驻青德军五大陆防步兵堡垒的建造计划是在1908年德国海军部国务秘书提尔皮茨关于青岛要塞设施扩建的决定中提出的，用于替代此前胶澳总督府提出的太平山堡垒群与扫帚滩防御工事计划，并于1913年以前建造完成。第二步兵堡垒（小湛山北堡垒）即为五大陆防堡垒之一。
1914年8月至11月的日德青岛战役期间，第二步兵堡垒由临时编组的第3海軍陸戰營第7连负责守卫，有军官4名，士兵170名。战役最后阶段的10月31日起，日英联军对城区及各要塞设施持续轰击7天，青岛发电厂被毁导致前线步兵堡垒电网及电控地雷断电失灵，德军弹药储备也于11月7日晚耗尽。
11月7日凌晨1点30分，日军步兵第55联队长到55联队第一大队攻击阵地巡视，部署攻击小湛山北堡垒方案，2时许接到已攻占中央堡垒（第三步兵堡垒）的消息后，要求工兵加快堑壕掘进速度。3时30分，日军突击队做好冲锋准备，4时开始向堡垒射击，掩护工兵小队前出拆除铁丝网。堡垒内德军向日军工兵射击致其伤亡10余人、作业受阻。日军立刻调集机枪、山炮压制德军。4时30分，日军工兵进入德军外壕底部，在铁丝网上剪开一个宽2米的缺口，并开始挖掘突击通道。随后日军突击队沿梯子下到壕底，从铁丝网缺口向堡垒冲击，于5点10分攻占堡垒，俘虏德军官兵约200人。
1949年青岛解放后，小湛山北堡垒遗址归海军作为弹药库使用，后来在此建成海军镇江路干休所，其中大掩蔽部曾一度被某铝合金门窗加工厂使用。2005年2月5日，小湛山北堡垒遗址与小湛山堡垒遗址列入第七批青岛市文物保护单位“湛山炮台旧址”。2015年6月23日，“湛山炮台旧址”列入第五批山东省文物保护单位。
2014年3月31日，青岛捷能置业有限公司（地址镇江路48号）与青岛汇鑫建设工程咨询有限公司签订协议，委托汇鑫公司完成堡垒遗址园林绿化方案及施工。汇鑫公司向青岛市文物局报送绿化方案审查申请、《湛山炮台旧址保护范围内景观设计方案》等材料，2014年7月31日青岛市文物局原则同意湛山炮台旧址保护范围内景观设计，要求汇鑫公司按照设计方案组织施工，严格落实设计方案中的文物保护措施等。2014年10月2日，汇鑫公司进场施工，当日被发现施工过程中堡垒遗址中掩蔽部、发电所（判决书作“湛山炮台旧址2号、3号堡垒”）被严重毁坏，文物行政管理部门责令汇鑫公司停工，后汇鑫公司未再恢复施工。2014年11月13日，青岛市文化市场行政执法局对汇鑫公司作出行政处罚，责令限期60日内按规定恢复原状、罚款20万元。其后汇鑫公司与捷能公司发生合同纠纷，汇鑫公司称协议约定的施工内容为景观设计而非拆除堡垒，捷能公司则称双方协议中所称“对湛山炮台旧址2号、3号堡垒进行处置”就是指拆除堡垒。后经法院判决认定协议违反《中华人民共和国文物保护法》，协议无效。小湛山北堡垒遗址两处掩蔽部被破坏后至今未完全恢复原貌。

## 结构
小湛山北堡垒位于太平山东北、小湛山堡垒北侧、仲家洼村东一处海拔56.5米的高地上。包括小湛山北堡垒在内的每座步兵堡垒都由高2.5米的壕沟及其后侧10米宽的带刺铁丝网围绕，其前方为外壕。每个步兵堡垒可容纳1个战时加强连。据日军记载，小湛山堡垒正面火线约200米，装备4挺机枪。
堡垒现存大、中、小三座堡垒，即大掩蔽部、中掩蔽部与发电所。大掩蔽部位于东侧，南北走向，总面积约700平方米，长约40米，宽约20米，大门西向，钢筋混凝土结构，上下两层，上层有大门、小门、各一处，下层大门一处，铁制大门。内部共有互相贯通的10个房间，每房间约70余平方米，高约4米，墙体厚0.8至1米。发电所位于大掩蔽部、中掩蔽部之间，仅有房间一间，面积约30平方米，木板铺地。中掩蔽部位于西侧，单层，长约20米，高约4米，进深约8米，有三大一小四间房间，大间约40平方米，小间约30平方米。

## 图集
- 日军绘制的小湛山北堡垒平面及部分截面图
- 日军占领后的小湛山北堡垒入口
- 自小湛山北堡垒东望日军攻击阵地
- 自太平山俯瞰小湛山北堡垒，1915年